# Masalia joiceyi
Masalia joiceyi là một loài bướm đêm trong họ Noctuidae.